# Christmas in July
Christmas in July is een Amerikaanse filmkomedie uit 1940 onder de regie van Preston Sturges. Destijds werd de film in Nederland uitgebracht onder de titel Kerstmis in juli.

## Verhaal
De kantoorbediende Jimmy McDonald doet voortdurend mee aan loterijen en prijsvragen. Hij hoopt dat hij zo ooit een fortuin wint, zodat hij kan trouwen met het meisje van zijn dromen. Enkele collega's sturen hem voor de grap een neptelegram, waarin staat dat hij de hoofdprijs heeft gewonnen. Hij gaat meteen uitgebreid inkopen doen. Wanneer de waarheid aan het licht komt, zijn de gevolgen voor Jimmy niet te overzien.

## Rolverdeling
| Acteur            | Personage           |
| ----------------- | ------------------- |
| Dick Powell       | Jimmy MacDonald     |
| Ellen Drew        | Betty Casey         |
| Raymond Walburn   | Dokter Maxford      |
| Ernest Truex      | J.B. Baxter         |
| William Demarest  | Mijnheer Bildocker  |
| Alexander Carr    | Mijnheer Shindel    |
| Franklin Pangborn | Don Hartman         |
| Adrian Morris     | Tom                 |
| Rod Cameron       | Dick                |
| Harry Rosenthal   | Harry               |
| Georgia Caine     | Mevrouw MacDonald   |
| Torben Meyer      | Mijnheer Schmidt    |
| Al Bridge         | Mijnheer Hillbeiner |
| Lucille Ward      | Mevrouw Casey       |
| Julius Tannen     | Mijnheer Zimmerman  |